# Ollantaytambo
Ollantaytambo és un poble i jaciment arqueològic inca, capital del districte d'Ollantaytambo, a la província d'Urubamba, que es troba uns 70 quilòmetres al nord-est de la ciutat de Cusco, a 2.792 metre d'altitud.
Durant l'Imperi Inca va ser la propietat reial de l'emperador Pachacútec, que va conquerir la regió, i va construir la ciutat i un centre cerimonial. En el moment de la conquesta espanyola del Perú va servir com a fortalesa per a Manco Inca Yupanqui, líder de la resistència inca.
En l'actualitat, situada en el que s'anomena la Vall Sagrada dels Inques, és un important atractiu turístic per les seves ruïnes inques i ser punt d'inici del camí Inca al Machu Picchu.

## Temple
Aquesta fortalesa inca el nom de la qual significa l'hostal d'Ollantay , nom d'un guerrer, va ser la seu de combats acarnissats entre els inques i els espanyols. Manco Inca s'hi va refugiar per intentar reconstruir la resistència inca després de la caiguda de Cusco. Malgrat la seva capacitat militar, Ollantaytambo en realitat només era un temple inacabat. En el moment de la conquista s'estaven aixecant murs que no es van acabar mai de construir. Les pedres abandonades en el camí que va de la pedrera (a 6 km d'allà) s'anomenen piedras cansadas.
És un dels pocs vestigis de l'arquitectura urbana inca amb els seus edificis, els seus carrers i els seus celoberts. En la part alta es troben els vestigis del temple, en pòrfir vermell; el més destacable és que són sis blocs ajuntats entre ells amb una gran precisió per blocs més prims.
Sobre un d'ells es pot veure un signe serpentí en relleu que simbolitza la Pachamama, la Terra-Mare. Els blocs van ser transportats i van ser pujats fins al temple per un sistema de plans inclinats, des de les pedreres que es troben a 6 km.
La ciutat en ella mateixa té la forma d'una espiga de blat de moro. Les cases representen els grans, separats per canals.
És un dels pocs llocs on els conquistadors espanyols van perdre una batalla important. Aquí es va refugiar l'indomable Manco Inca després de ser derrotat a Sacsayhuamán. Després, el 1536, Hernando Pizarro va conduir un destacament de cavalleria de 70 homes fins aquí, per intentar captura Manco Inca.
Des dels escarpats bancals, els inques van disparar pedres, llances i pedres contra els homes de Pizarro, impedint l'accés a la fortalesa. Manco va inundar la planura que hi ha als peus de la fortalesa. Els cavalls no es podien moure amb facilitat i Pizarro va ordenar la retirada immediata, que es va convertir en desbandada quan els inques els van perseguir per la vall en la seva persecució.
Tanmateix, la victòria va durar poc, L'exèrcit espanyol va tornar amb unes forces de cavalleria deu cops superior i Manco va fugir a la selva, a Vilcabamba.

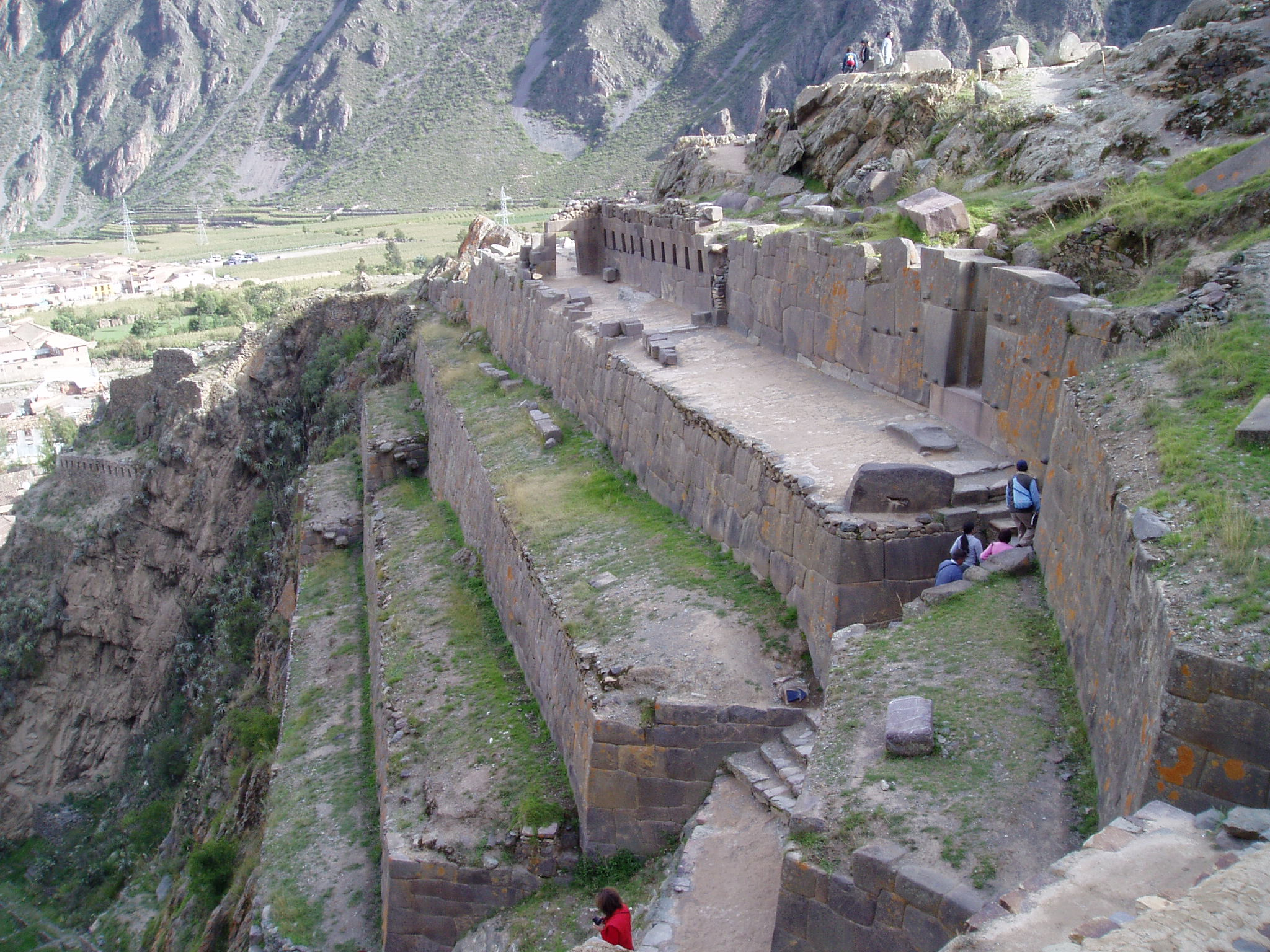
Les terrasses
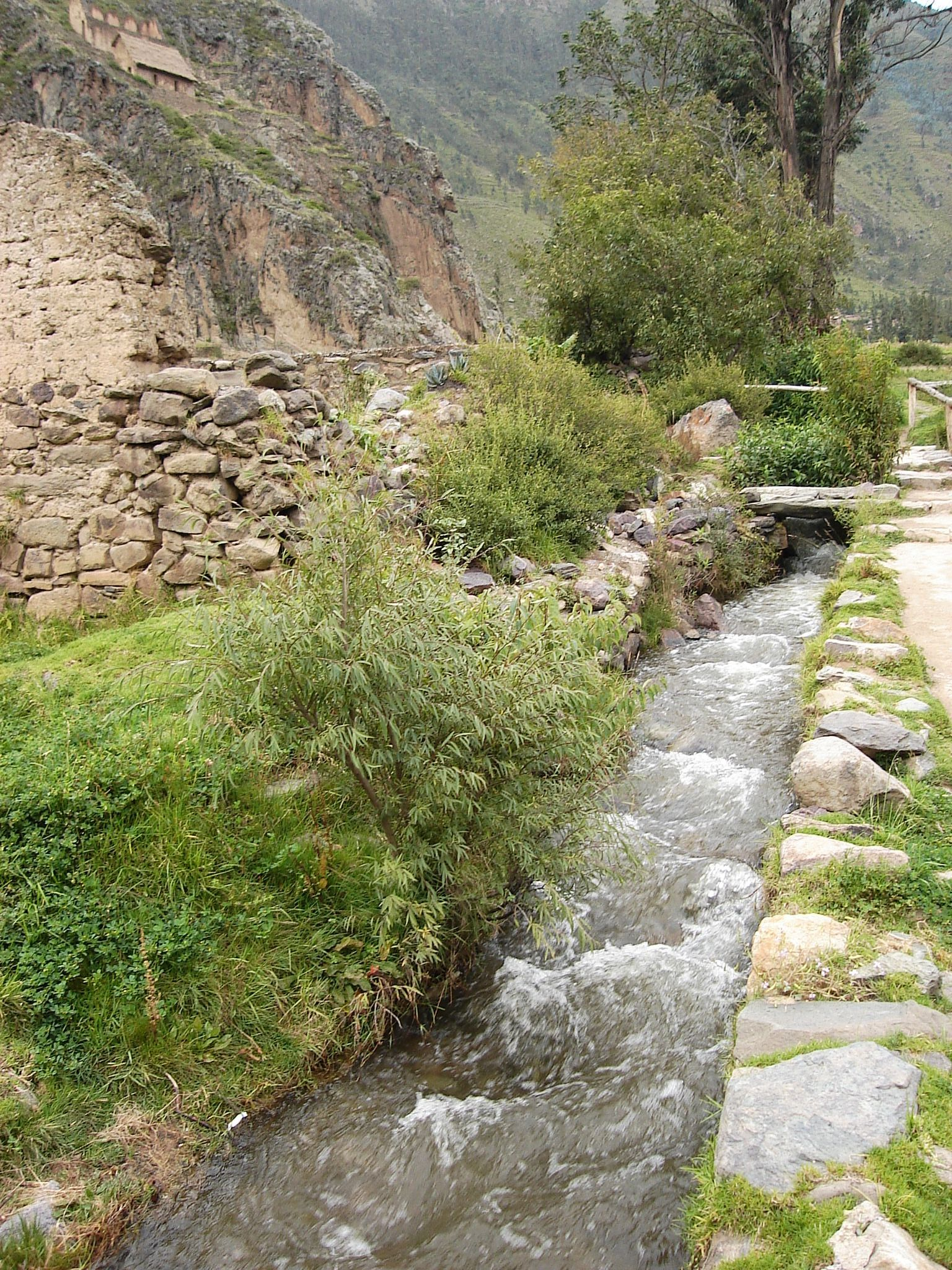
Sistema de distribució d'aigua
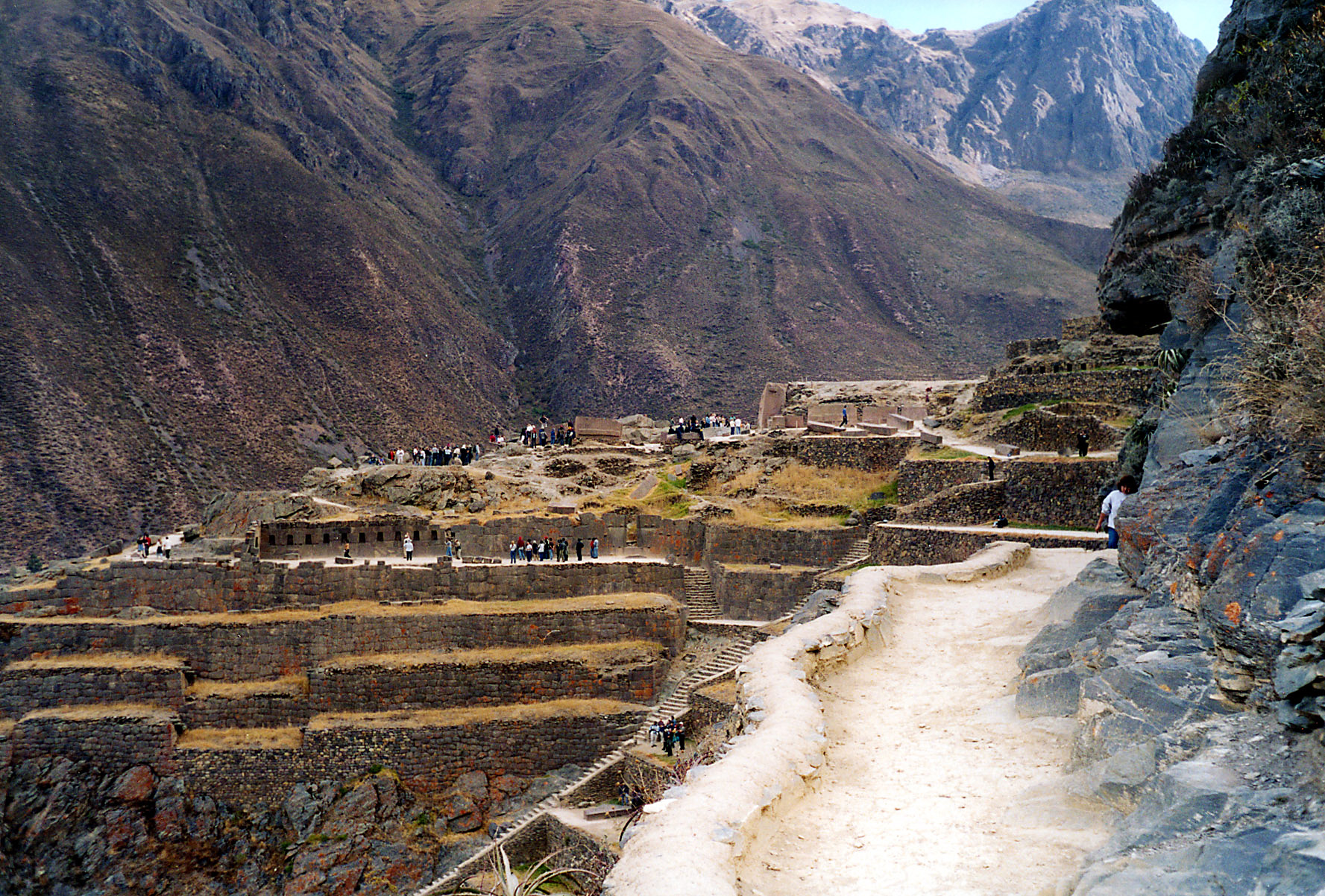
vista general
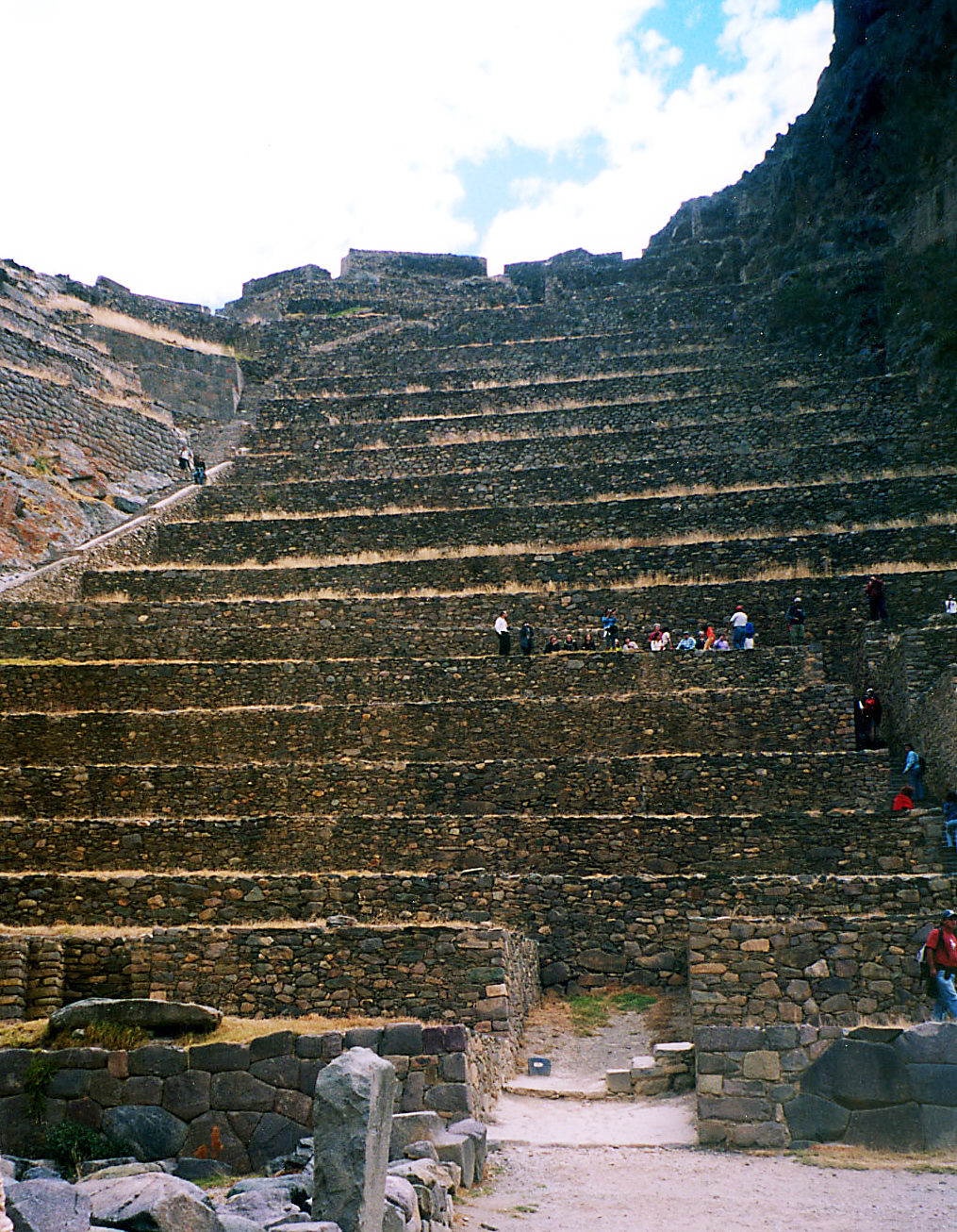
Terrasses d'Ollantaytambo